# 府内五番街商店街

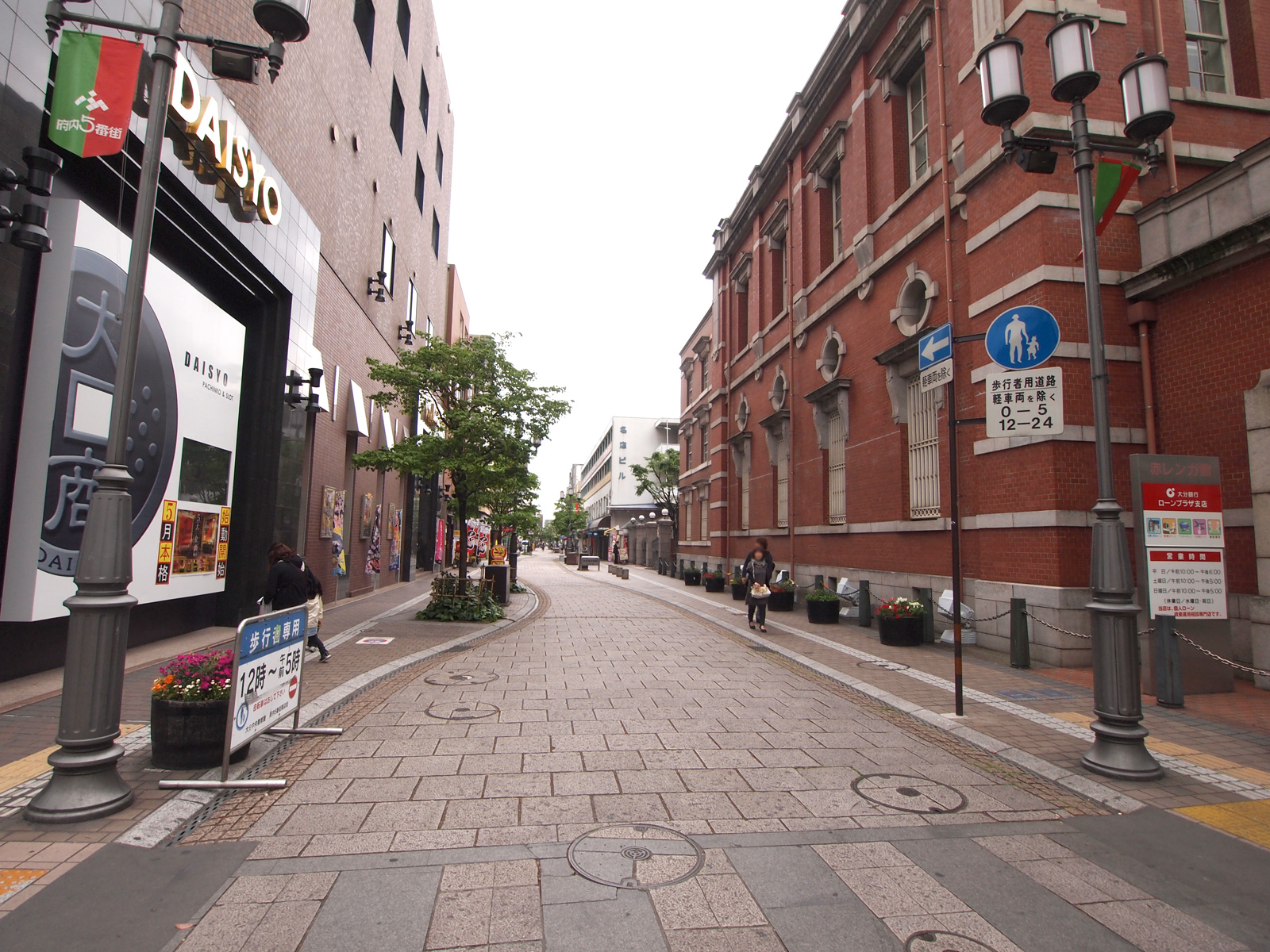
府内五番街商店街（中央通り側）

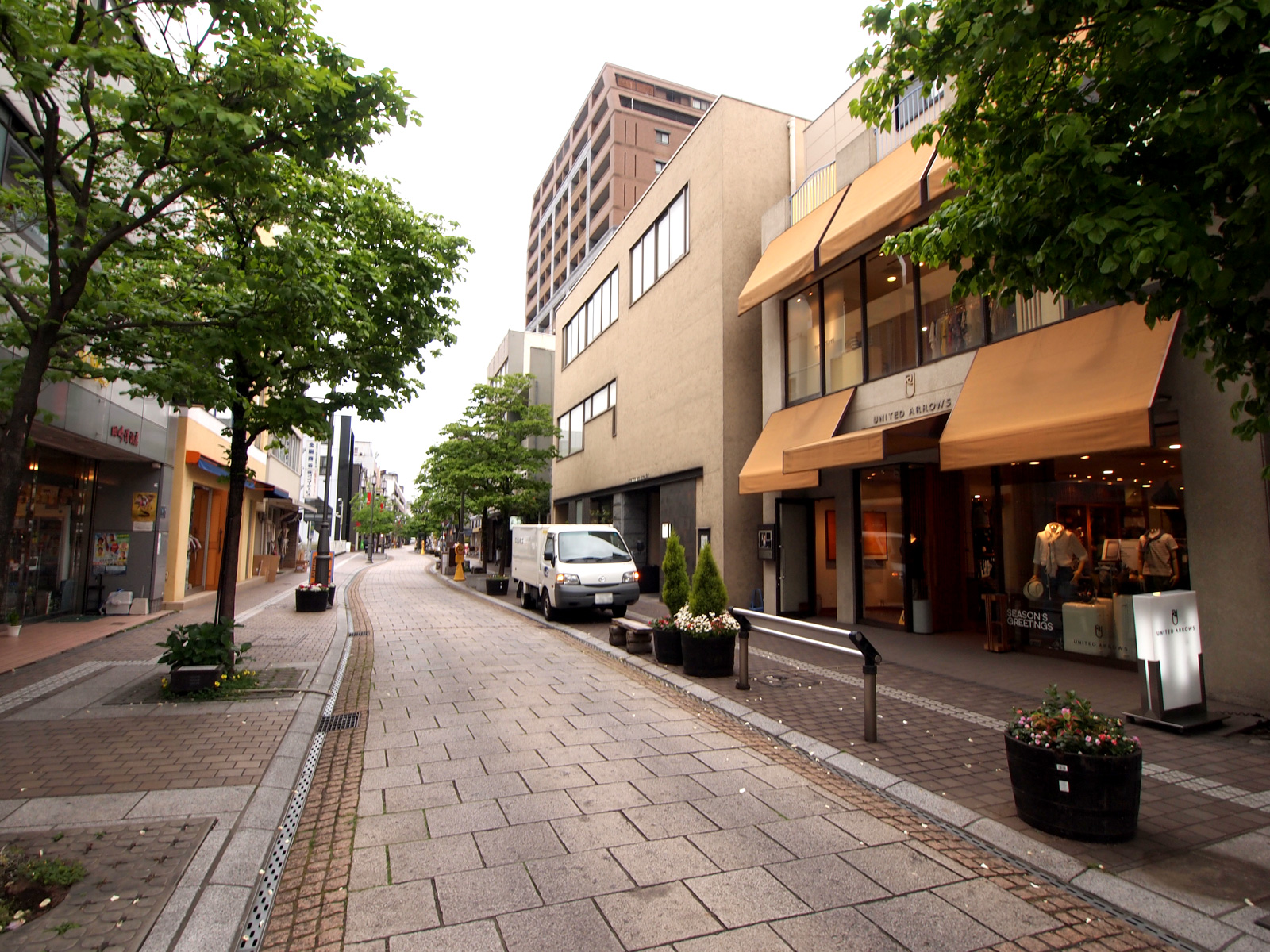
府内五番街商店街（遊歩公園通り側）

府内五番街商店街（ふないごばんがいしょうてんがい）は、大分県大分市中心部の府内町にある商店街である。設計は、建築家の山口隆史。

## 概要
中央通りから遊歩公園通りの大分県庁まで続く通りである。ヨーロッパの石畳風の町並みをイメージした街路が特徴で、舗道には御影石が敷き詰められ、街路樹としてアメリカハナミズキが植えられている。
有名セレクトショップの路面店や飲食店雑貨店などが集まっており、ミニシアターのシネマ5もこの通りにある。中央通り側入口の角地には、大分銀行赤レンガ館が位置する。
1966年（昭和41年）8月に完成した片側アーケードの商店街だったが、老朽化のためアーケードを撤去し、1994年（平成6年）3月にオープンモールにリニューアルした。また、それに合わせて、従来の若松通り商店街から、現在の府内五番街商店街に名称を変更した。名前の由来は、府内町を東西に走る通りを南側（大分駅側）から数えて5本目の通りであることから。ニューヨーク・マンハッタンの5番街もイメージしている。また、府内は大分市の江戸時代までの旧称でもある。